# 8548 Sumizihara
8548 Sumizihara este un asteroid din centura principală de asteroizi.

## Descriere
8548 Sumizihara este un asteroid din centura principală de asteroizi. A fost descoperit pe 14 martie 1994 la Kitami de Kin Endate și Kazuro Watanabe. Asteroidul prezintă o orbită caracterizată de o semiaxă mare de 2,59 ua, o excentricitate de 0,26 și o înclinație de 7,6° în raport cu ecliptica.